# Ànnia Regil·la
Ànnia Regil·la (llatí: Appia Annia Regilla Atilia Caucidia Tertulla; grec antic: Ἀσπασία Ἄννια Ῥήγιλλα), va ser una important dama romana que va viure entre els anys 125-160. Era esposa d'un poderós home grec, Herodes Àtic i va estar relacionada amb emperadors romans. La seva mort podria ser un cas de violència domèstica.

## Genealogia
Ànnia Regil·la procedia d'una família de cònsols de la gens Ànnia. La branca dels Regilli volia dir "petits reis", cognom que sembla que van adquirir per la seva rellevància. El seu pare era Appius Annius Trebonius Gallus, senador romà i cònsol l'any 139. La seva mare era també de classe aristocràtica, Atilia Caucidia Tertulla. El seu germà, Appius Annius Atilius Bradua, va ser cònsol l'any 160.
El seu avi patern era el senador Appius Annius Trebonius Gallus. Per part materna el seu avi era el senador i governador de Britànnia Marcus Appius Bradua i la seva àvia era la noble Caucidia Tertulla. El seu oncle era el governador d'Àfrica en temps de l'emperador Antoní Pius (138-161). Els dos avis van ser col·legues consulars l'any 108.
A través del seu avi patern va conèixer el senador Marcus Annius Verus, que era cunyat de l'emperador Hadrià i pare de l'emperadriu Faustina, l'esposa de l'emperador Antoní Pius. Ànnia Regil·la va tenir relació també amb l'emperadriu Ànnia Lucil·la i amb l'emperador Còmmode.

## Matrimoni
Durant el consolat el seu pare va concertar el seu matrimoni amb un grec anomenat Herodes Àtic. Aquest home era ric a causa d'una herència que havia rebut, posseïa influències entre la gent poderosa, sentia un gran amor per la literatura i havia estat un dels mestres tutors de Marc Aureli, el fill adoptiu de l'emperador Antoní Pius.
Herodes Àtic i Ànnia Regil·la es van casar l'any 139, ell tenia 40 anys mentre que ella només tenia 14. Amb l'esplèndida dot que li va donar el seu pare es van comprar unes terres i una casa a prop de la tercera milla de la via Àpia, al sud de la ciutat de Roma. L'indret on estava la casa es va conèixer amb el nom de "Triopio" (derivat de Tríopas, rei de Tessàlia) i en l'època medieval com a Capo di Bove.
L'any 141 va tenir el seu primer fill, Claudi, el qual va morir poc després. Marc Aureli va escriure a la parella per donar-los el seu condol. L'any següent van tenir una filla a la qual van anomenar Appia Annia Claudia Atilia Regilla Elpinice Agrippina Atria Polla, sembla que va morir a causa d'una pesta o de la verola que va causar estralls a la zona (142-ca 165). Després del naixement de la filla van marxar a Grècia.

## Vida a Grècia
Regil·la i Herodes es van establir a Marató, ciutat natal d'Herodes Àtic. Allà va tenir una altra filla l'any següent, anomenada Marcia Annia Claudia Alcia Atenaide Gavidia Latiaria (ca 143-ca 160).
L'any 145 va néixer un fill anomenat Tiberius Claudius Marco Appio Atilio Bradua Regillius Atticus, sembla que era un noi de caràcter difícil i el pare el va enviar a estudiar a Esparta. Cap a l'any 150 va néixer un altre fill que va morir cinc anys després.

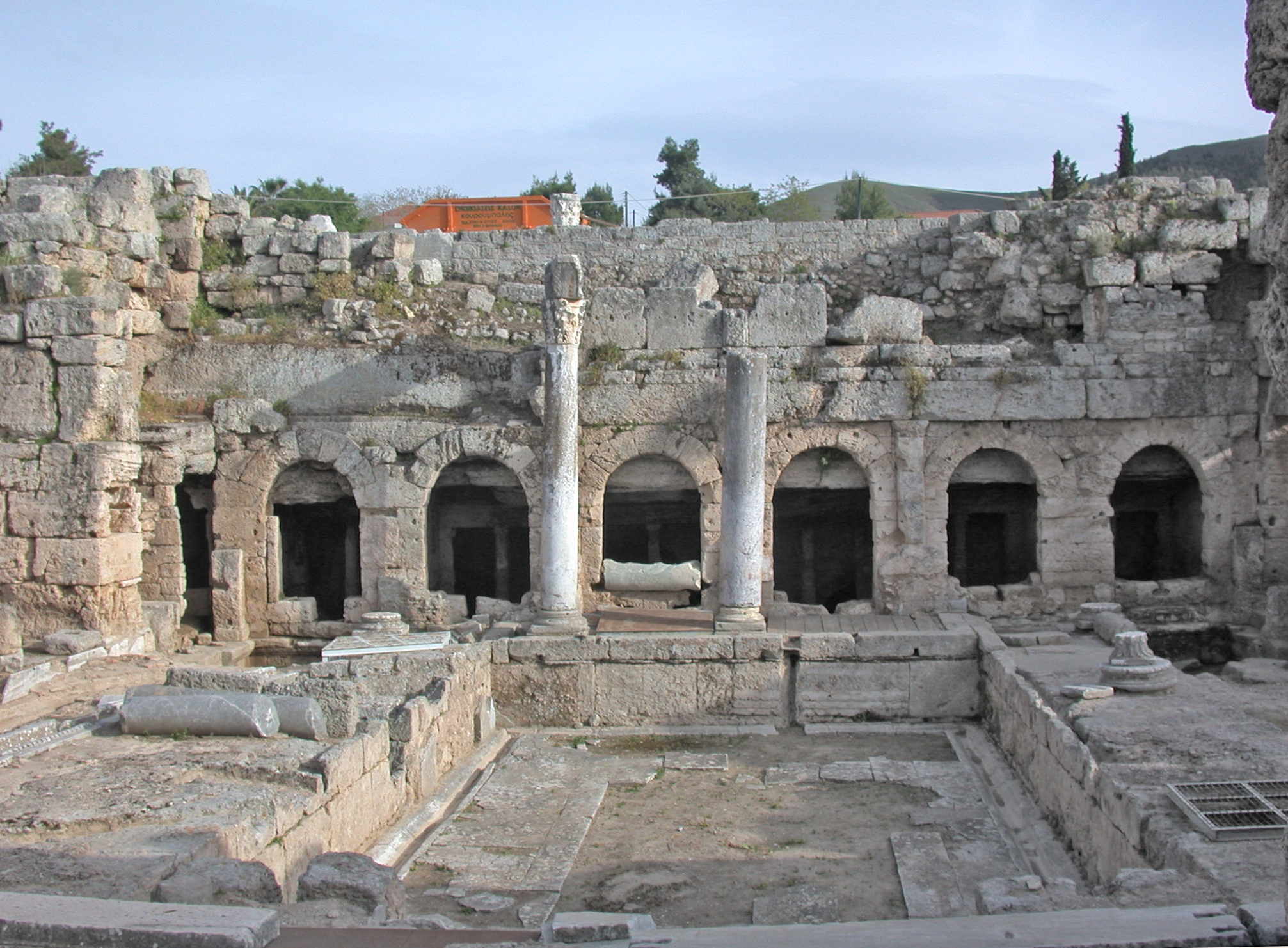
Restes del nimfeu de Corint

En aquesta ciutat Ànnia Regil·la va ser molt respectada per la ciutadania. A Olímpia era sacerdotessa de Demèter i com a tal, va ser l'única dona a la qui es va permetre assistir als jocs olímpics del 153. Ànnia Regil·la va seure a prop de l'altar dedicat a aquesta deessa que hi havia a l'estadi, a la banda oposada on estaven asseguts els jutges.
Va fer un donatiu perquè construïssin una font monumental (nimfeu) a Olímpia i el seu marit un aqüeducte per portar aigua potable, malgrat tot sembla que els ciutadans no li van saber agrair o que ell no estava tan ben considerat com ella.A la font hi havia una estàtua d'Ànnia Regil·la amb una dedicatòria, que ara es pot veure al Museu Arqueològic d'Olímpia, també hi havia una estàtua de Zeus i altres de diversos emperadors.
En un turó d'Atenes va fer construir un petit temple dedicat a la deessa Tique, un culte bastant recent en aquella ciutat, i li van proposar assumir el càrrec de sacerdotessa, un privilegi només per a dones distingides.
A Corint va ser honorada amb una estàtua que la representava com a la personificació de Tiqué. Això fa suposar que probablement havia fet algun donatiu a aquesta ciutat.També al temple d'Apol·lo a Delfos li van dedicar una inscripció, on es recorda el seu caràcter pudent (σωφροσύνη).

## Mort
Ànnia tornava a estar embarassada quan va morir víctima dels cops de peu que li va donar un antic esclau del marit, Alcimedont, ara alliberat. La germana d'Ànnia, Bradua, va acusar Herodes Àtic d'haver-ho manat. Les raons que donava eren diverses:

que tenia preferències homosexuals, cosa fàcil de demostrar, ja que mai se n'havia amagat.

que estava decebut dels fills que ella portava al món. De fet, com que estava disgustat del seu propi fill, al qual va deseretar, n'havia adoptat tres (trophimoi) als quals sodomitzava.
Bradua no era l'única que havia observat aquestes coses, també ho havia comentat Frontó, l'altre preceptor de Marc Aureli. Altres deien que tenia un temperament violent, que era misogin i que estava gelós de la popularitat de la seva dona.
El judici es va celebrar a Roma. L'únic escrit que el narra és el de Filòstrat d'Atenes, el qual diu que Herodes Àtic va sortir exculpat al·legant que no ho havia fet i que havia sentit molta pena per la mort. Els historiadors moderns pensen que si va tenir a veure amb l'assassinat perquè Alcidemont no tenia cap motiu per a fer-ho i perquè d'altra forma no s'explica la bona relació que va tenir amb ell després de la mort d'Ànnia, ja que fins i tot va apadrinar les filles d'Alcidemont. Probablement l'emperador Marc Aureli, qui sentia afecte pel seu antic mestre va intervenir en la decisió final i no seria la darrera vegada, ja que en un judici posterior en què Herodes Àtic va ser acusat de tirania l'emperador li va reduir la pena considerablement.

## La tomba
Herodes va donar els vestits de la difunta al temple de Demèter a Eleusis, però no s'ha trobat cap escrit que digui on la va sebollir. Al suburbi atenès de Maroussi es va trobar la base d'un altar amb la inscripció «Appia Annia Regilla, esposa d'Herodes, la llum de la casa» i la inscripció anava seguida de malediccions adreçades a aquell qui «destrueixi o mogui la seva estàtua». Però no es considera prova suficient que aquest fos el lloc del seu enterrament.
En unes excavacions fetes a Kifisia, on Herodes tenia una finca, es van trobar el 1866 quatre sarcòfags. Herodes havia promès enterrar allí a tres dels seus fills, per tant, l'altre podria ser l'esposa o un dels molts fills adoptius que va tenir.
Entre les obres del poeta Marcel hi ha un panegíric en honor d'Ànnia que diu «a Atenes està la seva tomba, semblant a un temple», però també a Roma es va trobar una inscripció que deia «el cos de Regil·la està a Grècia i ara es troba al costat del seu marit». La informació contradictòria fa que no es pugui dir amb certesa quin va ser el lloc del seu enterrament.

## Monuments després de morir

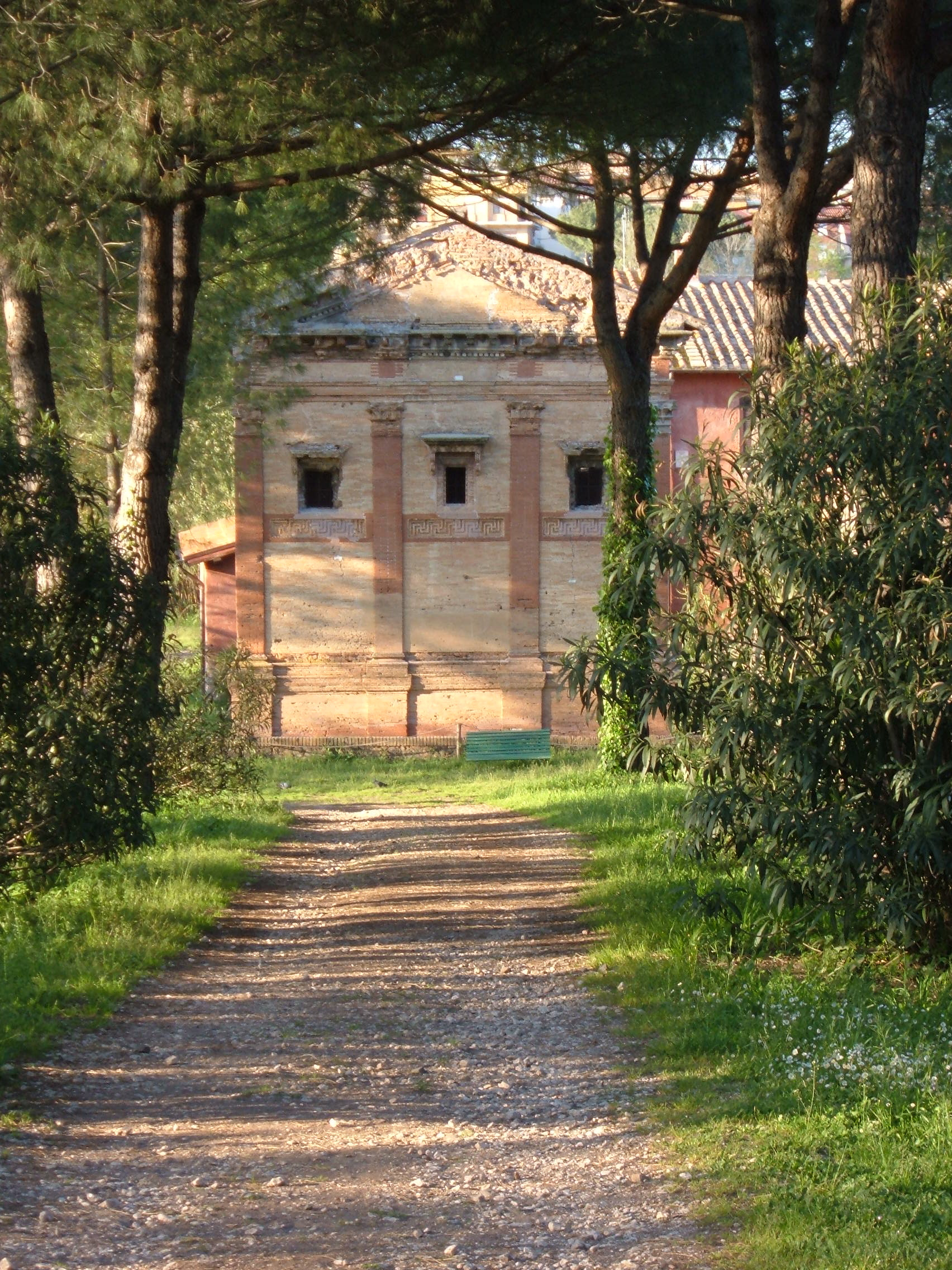
El cenotafi de Regil·la a la via Apia

Herodes va fer construir un auditori a Atenes, dedicat a ella, conegut amb el nom d'Odèon d'Herodes Àtic i que té una inscripció ΘHΡ, que podria significar «Teatre d'Herodes i Regil·la», o potser és només la marca d'un artesà que hi va treballar.
La vil·la que ella tenia a Roma havia d'heretar-la el seu fill però, com que a la seva mort encara era menor d'edat, Herodes se'n va fer càrrec fent nombroses transformacions, entre elles un monument funerari. Hi havia una làpida amb una inscripció que va ser adquirida per un anglès al segle xvii. A la inscripció deia que Ànnia estava al costat d'Antoní Pius i la seva esposa. No se sap si això era una metàfora o si s'havia d'interpretar al peu de la lletra i concloure que les restes d'Ànnia van ser traslladades al mausoleu d'aquesta parella que més endavant va ser l'església de sant Urbà. En aquest mausoleu hi havia pintures a les parets representant a Ceres, la deessa romana identificada amb Demèter, de la qui ella havia estat sacerdotessa i que era invocada per les dones víctimes de maltractament domèstic.

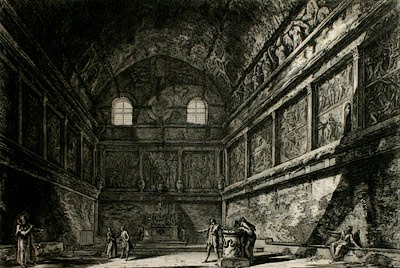
Dibuix de Piranesi, Interior del temple de Ceres i Faustina.